# Кіпаренко Іван Полікарпович
Іван Полікарпович Кіпаренко (нар. 1903, село Новогригорівка Таврійської губернії — ?) — радянський діяч, голова виконавчого комітету Ростовської обласної ради депутатів трудящих, 2-й секретар Ростовського обласного комітету ВКП(б). Депутат Верховної Ради СРСР 1—2-го скликань.

## Біографія
Народився в бідній селянській родині. Батько наймитував, випасав отари овець у поміщиків. У 1907 році батька разом із родиною вислали на поселення до Астраханської губернії. З 1911 по 1920 рік Іван Кіпаренко був пастухом, наймитував, працював на рибних промислах у селі Нікольському Астраханської губернії.
У січні 1920 року вступив до комсомолу. Член РКП(б) з січня 1920 року.
З середини 1920 року — заступник відповідального секретаря Нікольського районного комітету РКСМ Астраханської губернії.
З грудня 1920 року — секретар і волосний партійний організатор села Баранниковське Ставропольської губернії.
З грудня 1921 року — в апараті Медвеженського повітового комітету РКП(б) Ставропольської губернії; завідувач політико-просвітницького відділу Медвеженського повітового комітету комсомолу.
У вересні 1922 — січні 1924 року — завідувач відділу пропаганди і агітації Бєлоглінського волосного комітету РКП(б) Ставропольської губернії.
У січні 1924 — грудні 1925 року — завідувач відділу пропаганди і агітації Медвеженського районного комітету РКП(б) Ставропольської губернії.
З грудня 1925 по 1928 рік — в Червоній армії: молодший командир, секретар осередку ВКП(б) полкової школи, відповідальний організатор комсомольського бюро полку, член бюро партійної організації полку РСЧА.
Після демобілізації — завідувач відділу пропаганди і агітації Петровського районного комітету ВКП(б) Ставропольського округу.
У 1929—1930 роках — інструктор відділення крайової спілки споживчих товариств у Ставрополі.
З серпня 1930 по 1934 рік — студент Новочеркаського індустріального інституту імені Орджонікідзе, інженер хімік-технолог.
У 1934 — грудні 1937 року — технічний керівник і головний інженер Ростовської фабрики імені XVII партійного з'їзду. У грудні 1937 — червні 1938 року — директор і технічний керівник Ростовської фабрики імені XVII партійного з'їзду.
У червні — вересні 1938 року — завідувач промислово-транспортного відділу Ростовського обласного комітету ВКП(б).
У вересні 1938 — травні 1939 року — 1-й секретар Шахтинського міського комітету ВКП(б) Ростовської області.
У травні 1939 — березні 1940 року — секретар Ростовського обласного комітету ВКП(б) з кадрів.
У березні — червні 1940 року — 3-й секретар Ростовського обласного комітету ВКП(б).
У червні 1940 — квітні 1943 року — 2-й секретар Ростовського обласного комітету ВКП(б), одночасно в 1941 році заступник голови Ростовського міського комітету оборони.
У квітні 1943 — грудні 1948 року — голова виконавчого комітету Ростовської обласної ради депутатів трудящих.
З грудня 1949 по квітень 1953 року — заступник завідувача планово-фінансово-торгового відділу ЦК ВКП(б).
У квітні 1953 — червні 1954 року — заступник завідувача відділу адміністративних і торгово-фінансових органів ЦК КПРС. Одночасно, з квітня 1954 року — уповноважений ЦК КПРС по знову створених зернових радгоспах Рузаївської зони № 1.
У червні 1954 — грудні 1955 року — 1-й заступник завідувача відділу торгово-фінансових і планових органів ЦК КПРС.
У грудні 1955 — лютому 1963 року — завідувач сектора планових органів, статистики і трудових резервів відділу торгово-фінансових і планових органів ЦК КПРС.
З лютого 1963 року — персональний пенсіонер.

## Нагороди
- орден Вітчизняної війни І ст. (1945)
- орден Трудового Червоного Прапора (17.02.1939)
- орден «Знак Пошани» (29.02.1944)
- медалі